# Огонёк (Курганская область)
Огонёк — деревня в Шадринском районе Курганской области. Входит в состав Ильтяковского сельсовета.

## География
Расположен в северо-западной части региона, примерно в 30 км от Шадринска.

## История
До 1917 года в составе Крестовской волости Шадринского уезда Пермской губернии. По данным на 1926 год деревня Камышевка состояла из 32 хозяйств. В административном отношении входила в состав Крестовского сельсовета Шадринского района Шадринского округа Уральской области.
В 1964 году Указом Президиума ВС РСФСР деревня Камышевка  переименована Огонëк.

## Население
| 1989 | 2002 | 2010 |
| ---- | ---- | ---- |
| 32   | ↘20  | ↘15  |

По данным переписи 1926 года в деревне проживало 166 человек (80 мужчин и 86 женщин), в том числе: русские составляли 100 % населения.

## Инфраструктура
Личное подсобное хозяйство.
Установлен обелиск воинам, павшим в годы Великой Отечественной войны.

## Транспорт
Стоит на федеральной трассе Р354 («Екатеринбург—Курган»).
Остановка общественного транспорта «Поворот на Огонёк».